# Olivia DeJonge
Olivia DeJonge (Melbourne, 30 de abril de 1998) é uma atriz australiana. Ela é mais conhecida por estrelar A Visita, Better Watch Out e The Society.

## Biografia
Olivia nasceu em Melbourne, capital de Vitória, Austrália. Sua mãe se chama Robyn e seu pai Rob DeJonge, um empresário. Ela se mudou com eles aos cinco anos de idade para Perth, na Austrália Ocidental onde cresceu em Peppermint Grove. Estudou no Presbyterian Ladies 'College, Perth.

## Filmografia

### Filmes
| Ano  | Título                  | Personagem        | Notas                                                             |
| ---- | ----------------------- | ----------------- | ----------------------------------------------------------------- |
| 2011 | Good Pretender          | Ally              | Curta                                                             |
| 2012 | Polarised               | Beth              | Curta                                                             |
| 2012 | Eleven Thirty           | Sally             | Curta                                                             |
| 2014 | The Sisterhood of Night | Lavinia Hall      |                                                                   |
| 2015 | A Visita                | Becca             | Nomeada - 42º Prêmio Saturno Melhor Performance por um Ator Jovem |
| 2016 | Scare Campaign          | Abby              |                                                                   |
| 2017 | Better Watch Out        | Ashley            |                                                                   |
| 2018 | Undertow                | Angie             |                                                                   |
| 2019 | Stray Dolls             | Dallas            |                                                                   |
| 2019 | Josie & Jack            | Josie             |                                                                   |
| 2022 | Elvis                   | Priscilla Presley |                                                                   |

### Televisão
| Ano  | Título      | Personagem                 | Notas            |
| ---- | ----------- | -------------------------- | ---------------- |
| 2015 | Hiding      | Shaneen Quigg / Tara Swift | 8 episódios      |
| 2017 | Will        | Alice Burbage              | 10 episódios     |
| 2019 | The Society | Elle                       | Elenco principal |

## Prêmios e indicações
| Ano  | Prêmio                       | Categoria                          | Resultado | Ref.  |
| ---- | ---------------------------- | ---------------------------------- | --------- | ----- |
| 2022 | AACTA Awards                 | Melhor Atriz Coadjuvante em Cinema | Venceu    | [ 3 ] |
| –    | Young Artist Award           | –                                  | Indicado  | [ 4 ] |
|      | West Australian Screen Award | –                                  | Indicado  | [ 5 ] |